# Walter Arnold
Walter Arnold (Lipcse, 1909. augusztus 27. – Drezda, 1979. július 11.) német szobrász, politikus és egyetemi tanár. Harcolt a második világháborúban. 1959 és 1964 között ő volt a VBK NDK-beli művészeti társaság elnöke a SED színeiben. A pártnak elnökségi tagja is volt.

## Bronzszobrai
- Wäscherin, 1947
- Bauarbeiter, 1947
- Tanzpause, 1947
- ein frühes Denkmal für Opfer des Faschismus auf dem Südfriedhof (Leipzig), 1949
- Jugend - Baumeister der DDR, 1951: Ausgangspunkt für den ersten Nationalpreis der DDR an einen Künstler
- Traktoristin, 1953
- Befreite Arbeit - schöneres Leben, 1961
- Ernst-Thälmann-Denkmal in Stralsund, 1962
- Bäuerin - Jahr unbekannt, von 1975 bis Frühjahr 2008 vor dem Agrarmuseum Wandlitz aufgestellt; nun eingelagert
- Clara-Zetkin-Denkmal in Leipzig, 1967 im Leipziger Johannapark (ehemals Clara-Zetkin-Park)[8]